# Achraf Kharroubi
Achraf Kharroubi (* 22. Dezember 1992) ist ein marokkanischer Boxer.

## Karriere
2013 gewann Kharroubi im Fliegengewicht (-52 kg) erstmals den marokkanischen Meistertitel. 2014 wiederholte er diesen Erfolg. Im selben Jahr gewann er auch den renommierten Copa Roberto Balado in Havanna, Kuba. 
2015 erreichte Kharroubi das Finale der Afrikameisterschaften, in welchem ihm der Algerier Mohamed Flissi gegenüberstand, dem er jedoch aufgrund einer Verletzung kampflos unterlag. Im selben Jahr nahm er auch an den Weltmeisterschaften in Doha teil. Hier unterlag er nach einem Vorrundensieg über den Silbermedaillengewinner der Südostasienspiele 2015 Tanes Ongjunta, Thailand (3:0), im Achtelfinale gegen den späteren Silbermedaillengewinner Yosvany Veitía, Kuba, mit 2:1 Punktrichterstimmen. 

### World Series of Boxing
In der Saison 2015 startete Kharroubi für die Morocco Atlas Lions in der World Series of Boxing. Er bestritt hierbei sieben Kämpfe, von denen er fünf, u. a. gegen Kelvin de la Nieve, gewann. Kharroubi belegte damit am Ende der Saison den dritten Platz in seiner Gewichtsklasse, womit er sich für die Olympischen Spiele 2016 qualifizierte.